# SdKfz 2
SdKfz 2, cunoscut și sub numele de Kleines Kettenkraftrad HK 101 sau Kettenkrad pe scurt (Ketten = șenile, krad = abreviere militară a cuvântului Kraftrad, termenul german administrativ folosit pentru a denumi o motocicletă), a fost folosit de către trupele aeropurtate ale Germaniei naziste ca tractor ușor. Vehiculul a fost proiectat pentru a fi livrat de către avionul de transport Junkers Ju 52 (nu putea fi parașutat, însă). SdKfz 2 avea avantajul de a fi singurul tractor ușor care putea intra în cala avionului Ju 52.
Manevrarea lui Kettenkrad se făcea prin rotirea coarnelor din față: pentru curbele largi se folosea doar roata, pentru virajele mai strânse se foloseau și frânele șenilelor.
SdKfz 2 a fost proiectat și construit de către NSU Motorenwerke AG în orașul Neckarsulm din Germania. Mai târziu, în timpul războiului, fabrica Stoewer din Stettin a asamblat Kettenkrad sub licență. 10% din totalul vehiculelor au fost fabricate de către Stoewer.
Majoritatea vehiculelor Kettenkrad au fost folosite pe Frontul de Răsărit: pentru montarea cablurilor de comunicații, pentru tractarea unor încărcături mai grele sau a tunurilor ușoare și pentru transportul soldaților prin noroiul adânc din Rusia. Spre sfârșitul războiului, SdKfz 2 a fost folosit pentru remorcarea avioanelor pe pistele aeroporturilor militare, pentru a economisi combustibil. Vehiculul a fost folosit și în Africa de Nord sau Europa. 
Kettenkrad avea și o remorcă specială (denumită oficial Sd.Anh.1) care putea fi atașată pentru a mări sarcina utilă. Fiind un vehicul semișenilat, SdKfz 2 putea urca rampe cu o înclinație de 24° pe nisip (cu remorcă doar 12°). 
Doar două modificări semnificative au existat: Sd.Kfz. 2/1 Kleines Kettenkraftrad für Feldfernkabel și Sd.Kfz. 2/2 kleines Kettenkraftrad für schwere Feldfernkabel, în funcție de tipul de cablu de comunicații transportat. Producția a fost oprită în 1944, când deja fuseseră fabricate 8.345 de vehicule. După terminarea celui de-al Doilea Război Mondial, producția a fost reluată pentru utilizarea în agricultură.